# قائمة قرارات مجلس الأمن التابع للأمم المتحدة لعام 2011
تتضمن قائمة قرارات مجلس الأمن التابع للأمم المتحدة لعام 2011 جميع القرارات الصادرة عن مجلس الأمن التابع للأمم المتحدة خلال العام 2011.

## القائمة
| رقم القرار | الرمز            | نص القرار                         | موضوع القرار |
| ---------- | ---------------- | --------------------------------- | --- |
| 1967       | S/RES/1967(2011) | نص الوثيقة على موقع الأمم المتحدة | الحالة في كوت ديفوار |
| 1968       | S/RES/1968(2011) | نص الوثيقة على موقع الأمم المتحدة | الحالة في كوت ديفوار |
| 1969       | S/RES/1969(2011) | نص الوثيقة على موقع الأمم المتحدة | الحالة في تيمور الشرقية |
| 1970       | S/RES/1970(2011) | نص الوثيقة على موقع الأمم المتحدة | السلام والأمن في أفريقيا |
| 1971       | S/RES/1971(2011) | نص الوثيقة على موقع الأمم المتحدة | الحالة في ليبيريا |
| 1972       | S/RES/1972(2011) | نص الوثيقة على موقع الأمم المتحدة | الحالة في الصومال |
| 1973       | S/RES/1973(2011) | نص الوثيقة على موقع الأمم المتحدة | الحالة في ليبيا |
| 1974       | S/RES/1974(2011) | نص الوثيقة على موقع الأمم المتحدة | الحالة في أفغانستان |
| 1975       | S/RES/1975(2011) | نص الوثيقة على موقع الأمم المتحدة | الحالة في كوت ديفوار |
| 1976       | S/RES/1976(2011) | نص الوثيقة على موقع الأمم المتحدة | الحالة في الصومال |
| 1977       | S/RES/1977(2011) | نص الوثيقة على موقع الأمم المتحدة | عدم انتشار أسلحة الدمار الشامل |
| 1978       | S/RES/1978(2011) | نص الوثيقة على موقع الأمم المتحدة | تقارير الأمين العام عن السودان |
| 1979       | S/RES/1979(2011) | نص الوثيقة على موقع الأمم المتحدة | الحالة فيما يتعلق بالصحراء الغربية |
| 1980       | S/RES/1980(2011) | نص الوثيقة على موقع الأمم المتحدة | الحالة في كوت ديفوار |
| 1981       | S/RES/1981(2011) | نص الوثيقة على موقع الأمم المتحدة | الحالة في كوت ديفوار |
| 1982       | S/RES/1982(2011) | نص الوثيقة على موقع الأمم المتحدة | تقارير الأمين العام عن السودان |
| 1983       | S/RES/1983(2011) | نص الوثيقة على موقع الأمم المتحدة | صون السلم والأمن الدوليين |
| 1984       | S/RES/1984(2011) | نص الوثيقة على موقع الأمم المتحدة | عدم الانتشار |
| 1985       | S/RES/1985(2011) | نص الوثيقة على موقع الأمم المتحدة | عدم الانتشار/ جمهورية كوريا الشعبية الديمقراطية |
| 1986       | S/RES/1986(2011) | نص الوثيقة على موقع الأمم المتحدة | الوضع في قبرص |
| 1987       | S/RES/1987(2011) | نص الوثيقة على موقع الأمم المتحدة | التوصية المتعلقة بتعيين الأمين العام للأمم المتحدة |
| 1988       | S/RES/1988(2011) | نص الوثيقة على موقع الأمم المتحدة | الأخطار التي تهدد السلم والأمن الدوليين من جراء الأعمال الإرهابية |
| 1989       | S/RES/1989(2011) | نص الوثيقة على موقع الأمم المتحدة | الأخطار التي تهدد السلم والأمن الدوليين من جراء الأعمال الإرهابية |
| 1990       | S/RES/1990(2011) | نص الوثيقة على موقع الأمم المتحدة | تقارير الأمين العام عن السودان |
| 1991       | S/RES/1991(2011) | نص الوثيقة على موقع الأمم المتحدة | الحالة فيما يتعلق بجمهورية الكونغو الديمقراطية |
| 1992       | S/RES/1992(2011) | نص الوثيقة على موقع الأمم المتحدة | الحالة في كوت ديفوار |
| 1993       | S/RES/1993(2011) | نص الوثيقة على موقع الأمم المتحدة | المحكمة الدولية لمحاكمة الأشخاص المسؤولين عن الانتهاكات الجسيمة للقانون الإنساني الدولي التي ارتكبت في إقليم يوغوسلافيا السابقة منذ عام 1991 |
| 1994       | S/RES/1994(2011) | نص الوثيقة على موقع الأمم المتحدة | الوضع في الشرق الأوسط |
| 1995       | S/RES/1995(2011) | نص الوثيقة على موقع الأمم المتحدة | المحكمة الجنائية الدولية لمحاكمة الأشخاص المسؤولين عن أعمال الإبادة الجماعية والانتهاكات الجسيمة للقانون الإنساني الدولي التي ارتكبت في إقليم رواندا والمواطنين الروانديين المسؤولين عن أعمال الإبادة الجماعية وغيرها من الانتهاكات المماثلة المرتكبة في أراضي الدول المجاورة بين 1 كانون الثاني 1994 و31 ديسمبر 1994  |
| 1996       | S/RES/1996(2011) | نص الوثيقة على موقع الأمم المتحدة | تقارير الأمين العام عن السودان |
| 1997       | S/RES/1997(2011) | نص الوثيقة على موقع الأمم المتحدة | تقارير الأمين العام عن السودان |
| 1998       | S/RES/1998(2011) | نص الوثيقة على موقع الأمم المتحدة | الأطفال والصراعات المسلحة |
| 1999       | S/RES/1999(2011) | نص الوثيقة على موقع الأمم المتحدة | قبول الأعضاء الجدد |
| 2000       | S/RES/2000(2011) | نص الوثيقة على موقع الأمم المتحدة | الوضع في كوت ديفوار |
| 2001       | S/RES/2001(2011) | نص الوثيقة على موقع الأمم المتحدة | الوضع في العراق |
| 2002       | S/RES/2002(2011) | نص الوثيقة على موقع الأمم المتحدة | الوضع في الصومال |
| 2003       | S/RES/2003(2011) | نص الوثيقة على موقع الأمم المتحدة | تقارير الأمين العام عن السودان |
| 2004       | S/RES/2004(2011) | نص الوثيقة على موقع الأمم المتحدة | الحالة في الشرق الأوسط |
| 2005       | S/RES/2005(2011) | نص الوثيقة على موقع الأمم المتحدة | الحالة في سيراليون |
| 2006       | S/RES/2006(2011) | نص الوثيقة على موقع الأمم المتحدة | المحكمة الجنائية الدولية لمحاكمة الأشخاص المسؤولين عن أعمال الإبادة الجماعية والانتهاكات الجسيمة للقانون الإنساني الدولي التي ارتكبت في إقليم رواندا والمواطنين الروانديين المسؤولين عن أعمال الإبادة الجماعية وغيرها من الانتهاكات المماثلة المرتكبة في أراضي الدول المجاورة بين 1 كانون الثاني 1994 و31 ديسمبر 1994  |
| 2007       | S/RES/2007(2011) | نص الوثيقة على موقع الأمم المتحدة | المحكمة الدولية لمحاكمة الأشخاص المسؤولين عن الانتهاكات الجسيمة للقانون الإنساني الدولي التي ارتكبت في إقليم يوغوسلافيا السابقة منذ عام 1991 |
| 2008       | S/RES/2008(2011) | نص الوثيقة على موقع الأمم المتحدة | الحالة في ليبريا |
| 2009       | S/RES/2009(2011) | نص الوثيقة على موقع الأمم المتحدة | الحالة في ليبيا |
| 2010       | S/RES/2010(2011) | نص الوثيقة على موقع الأمم المتحدة | الحالة في الصومال |
| 2011       | S/RES/2011(2011) | نص الوثيقة على موقع الأمم المتحدة | الحالة في أفغانستان |
| 2012       | S/RES/2012(2011) | نص الوثيقة على موقع الأمم المتحدة | مسألة هايتي |
| 2013       | S/RES/2013(2011) | نص الوثيقة على موقع الأمم المتحدة | المحكمة الجنائية الدولية لمحاكمة الأشخاص المسؤولين عن أعمال الإبادة الجماعية والانتهاكات الجسيمة للقانون الإنساني الدولي التي ارتكبت في إقليم رواندا والمواطنين الروانديين المسؤولين عن أعمال الإبادة الجماعية وغيرها من الانتهاكات المماثلة المرتكبة في أراضي الدول المجاورة بين 1 كانون الثاني 1994 و31 ديسمبر 1994  |
| 2014       | S/RES/2014(2011) | نص الوثيقة على موقع الأمم المتحدة | الحالة في الشرق الأوسط |
| 2015       | S/RES/2015(2011) | نص الوثيقة على موقع الأمم المتحدة | الحالة في الصومال |
| 2016       | S/RES/2016(2011) | نص الوثيقة على موقع الأمم المتحدة | الحالة في ليبيا |
| 2017       | S/RES/2017(2011) | نص الوثيقة على موقع الأمم المتحدة | الحالة في ليبيا |
| 2018       | S/RES/2018(2011) | نص الوثيقة على موقع الأمم المتحدة | السلام والأمن في أفريقيا |
| 2019       | S/RES/2019(2011) | نص الوثيقة على موقع الأمم المتحدة | الحالة في البوسنة والهرسك |
| 2020       | S/RES/2020(2011) | نص الوثيقة على موقع الأمم المتحدة | الحالة في الصومال |
| 2021       | S/RES/2021(2011) | نص الوثيقة على موقع الأمم المتحدة | الحالة فيما يتعلق بجمهورية الكونغو الديمقراطية |
| 2022       | S/RES/2022(2011) | نص الوثيقة على موقع الأمم المتحدة | الحالة في ليبيا |
| 2023       | S/RES/2023(2011) | نص الوثيقة على موقع الأمم المتحدة | السلام والأمن في أفريقيا |
| 2024       | S/RES/2024(2011) | نص الوثيقة على موقع الأمم المتحدة | تقارير الأمين العام عن السودان |
| 2025       | S/RES/2025(2011) | نص الوثيقة على موقع الأمم المتحدة | الحالة في ليبريا |
| 2026       | S/RES/2026(2011) | نص الوثيقة على موقع الأمم المتحدة | الحالة في قبرص |
| 2027       | S/RES/2027(2011) | نص الوثيقة على موقع الأمم المتحدة | الحالة في بوروندي |
| 2028       | S/RES/2028(2011) | نص الوثيقة على موقع الأمم المتحدة | الحالة في الشرق الأوسط |
| 2029       | S/RES/2029(2011) | نص الوثيقة على موقع الأمم المتحدة | االمحكمة الجنائية الدولية لمحاكمة الأشخاص المسؤولين عن أعمال الإبادة الجماعية والانتهاكات الجسيمة للقانون الإنساني الدولي التي ارتكبت في إقليم رواندا والمواطنين الروانديين المسؤولين عن أعمال الإبادة الجماعية وغيرها من الانتهاكات المماثلة المرتكبة في أراضي الدول المجاورة بين 1 كانون الثاني 1994 و31 ديسمبر 1994 |
| 2030       | S/RES/2030(2011) | نص الوثيقة على موقع الأمم المتحدة | الحالة في غينيا بيساو |
| 2031       | S/RES/2031(2011) | نص الوثيقة على موقع الأمم المتحدة | الحالة في جمهورية أفريقيا الوسطى |
| 2032       | S/RES/2032(2011) | نص الوثيقة على موقع الأمم المتحدة | تقارير الأمين العام عن السودان |

## المرجع
1. ↑  "قرارات مجلس الأمن". الأمم المتحدة. مؤرشف من الأصل في 2018-10-23. اطلع عليه بتاريخ 22 شباط / فبراير 2017. {{استشهاد ويب}}: تحقق من التاريخ في: |تاريخ الوصول= (مساعدة)